# Leonteu
Leonteu (Leonteus, Λεοντεύς) fou un poeta tràgic d'Argos, que era esclau del rei Juba II de Mauritània.
El seu sobirà va ridiculitzar la seva obra Hypsipyle (Hipsípile), feta a imitació de l'obra d'Eurípides, en un epigrama Ateneu va conservar (Deipnosophistae, 8. 343e. f).